# 卢娜·亨德里克斯
卢娜·亨德里克斯（荷蘭語：Loena Hendrickx，1999年11月5日—），比利时花样滑冰运动员，2022年世界锦标赛银牌得主、2023年欧洲锦标赛银牌得主、2023年世界锦标赛铜牌得主。哥哥Jorik同样是花样滑冰选手。